# فرودگاه زناتا – مصالی الحاج
فرودگاه زناتا – مصالی الحاج (به انگلیسی: Zenata – Messali El Hadj Airport) یک فرودگاه همگانی با کد یاتا TLM است که یک باند فرود آسفالت دارد و طول باند آن ۲۶۰۰ متر است. این فرودگاه در شهر تلمسان کشور الجزایر قرار دارد و در ارتفاع ۲۴۸ متری از سطح دریا واقع شده است.

## شرکت‌های هواپیمایی و مقصدهای پروازی

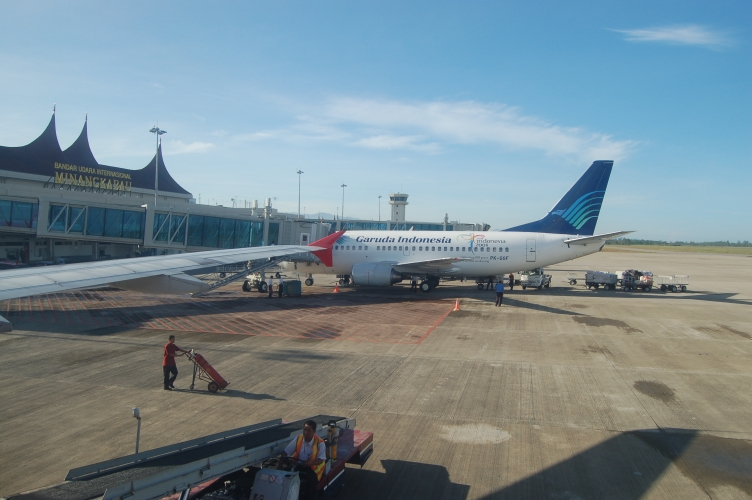
گارودا ایندونزیا in Minangkabau International Airport

### Passenger airlines
| شرکت‌های هواپیمایی                                                                    | مقصدهای پروازی | Terminal         |
| ------------------------------------------------------------------------------------ | -------------- | ---------------- |
| ایرآسیا                                                                              | کوالالامپور    | سیتیلینک         |
| هنگ نادیم، حلیم پرداناکوسوما (Coming Soon), سوئکارنو-هتا، سلطان محمود بدرالدین دوم   | Domestic       | گارودا ایندونزیا |
| سوئکارنو-هتا                                                                         | Domestic       | گارودا ایندونزیا |
| Hajj: ملک عبدالعزیز                                                                  | International  | لاین ایر         |
| حسین ساسترانگارا، هنگ نادیم، سوئکارنو-هتا، کوالا نامو                                | Domestic       | Sriwijaya Air    |
| سوئکارنو-هتا، کوالا نامو، هنگ نادیم                                                  | Domestic       | سوسی ایر         |
| فاتماواتی سوکارنو، Lasondre، Muko-Muko، اک گودانگ, Pulau Telo, Simpang Ampek, Sipora | Domestic       | اکسپرس‌ایر        |
| حسین ساسترانگارا                                                                     | Domestic       |                  |

### باری
| شرکت‌های هواپیمایی | مقصدهای پروازی |
| ----------------- | -------------- |
| Cardig Air        | سوئکارنو-هتا   |